# Probulov
Probulov (jusqu'en 1924 : Probylov ; en allemand : Probulow) est une commune du district de Písek, dans la région de Bohême-du-Sud, en République tchèque. Sa population s'élevait à 68 habitants en 2020.

## Géographie
Probulov se trouve à 22 km au nord de Písek, à 24 km au sud-sud-est de Příbram, et à 69 km au sud-sud-ouest de Prague.
La commune est limitée par Orlík nad Vltavou au nord et à l'est, par Nevězice au sud, et par Králova Lhota à l'ouest.

## Histoire
La première mention écrite de la localité date de 1312.

## Transports
Par la route, Probulov se trouve à 18 km du centre de Milevsko, à 28 km de Písek, à 77,5 km de České Budějovice et à 100 km de Prague.